# Bolesław Gliksman
Bolesław Gliksman (ur. 1922, zm. 3 marca 1986) – polski inżynier, pionier zastosowania informatyki w Polsce, organizator przesiębiorstw ZETO na Górnym Śląsku.

## Wykształcenie
Bolesław Gliksman uzyskał tytuł zawodowy magistra inżyniera na Wydziale Elektrycznym Politechniki Śląskiej, utworzonej kilka lat wcześniej na mocy dekretu z 1945 roku. Karierę zawodową rozpoczął w 1948 roku jako asystent na tej politechnice. W 1952 roku opuścił uczelnię, aby objąć stanowisko głównego inżyniera Zakładów Energetycznych w Gliwicach. W latach 1959–1963 kierował budową Elektrowni Łagisza. Działał wtedy w Stowarzyszeniu Elektryków Polskich.

## Twórca i dyrektor ZETO Katowice
W roku 1964 powierzono mu zadanie zorganizowania informatycznej placówki usługowej w Katowicach. Powstały w początkach 1965 roku Zakład Elektronicznej Techniki Obliczeniowej (ZETO) w Katowicach, był drugim tego typu ośrodkiem w Polsce, po ośrodku wrocławskim a przed warszawskim ZOWAR. Gliksman objął stanowisko dyrektora tego przedsiębiorstwa i pozostał związany z nim do końca swojego życia.
W latach 1965–1970 kierował budową siedziby Zakładu, jednocześnie organizując szkolenia dla pracowników w dziedzinie, która była wówczas w Polsce mało znana. W zakładzie instalowano kolejne maszyny cyfrowe o coraz większych możliwościach: ZAM-2 GAMMA, MIŃSK 22, MIŃSK 32. Był inicjatorem i przewodniczącym Klubu Użytkowników EMC MIŃSKi.
Jako dyrektor ZETO w Katowicach wniósł znaczący wkład w komputeryzację gospodarki Polski południowej w latach 60., 70. i 80. XX wieku. Pod jego kierownictwem powstały pionierskie zastosowania informatyczne dla kluczowych instytucji państwowych, a stworzona przez niego instytucja stała się jednym z czołowych ośrodków obliczeniowych w kraju. Bolesław Gliksman odbył szkolenia m.in. we Francji w firmie informatycznej BULL.
Gliksman zainicjował powstanie kolejnych ośrodków obliczeniowych w województwie: w Bielsku-Białej, Częstochowie, Będzinie i Dąbrowie Górniczej. Doświadczenia z eksploatacji ośrodka katowickiego opisał w prasie fachowej, w miesięczniku Informatyka w styczniu 1971 roku.
Szczególnym osiągnięciem Gliksmana było wdrożenie pionierskich rozwiązań informatycznych dla kluczowych instytucji państwowych. Obok systemów przeznaczonych dla przedsiębiorstw przemysłowych powstały zastosowania oparte na komputerach JS EMC dla Narodowego Banku Polskiego, Urzędu Poczt i Telekomunikacji oraz dla Państwowego Zakładu Ubezpieczeń Społecznych. Systematycznie unowocześniał infrastrukturę informatyczną – przedsiębiorstwo modernizowało użytkowany sprzęt komputerowy, w tym maszyny serii RIAD: R-32, R-50, R-60, R-61 (oddany do eksploatacji w 1965 roku).

## Odznaczenia i uznanie
Za całokształt działalności zawodowej i społecznej Bolesław Gliksman został odznaczony licznymi odznaczeniami państwowymi i branżowymi, wśród których znajdowały się: Krzyż Kawalerski Orderu Odrodzenia Polski, Złoty i Srebrny Krzyż Zasługi, Brązowy Medal za Zasługi dla Obronności Kraju, Złota i Srebrna Odznaka Honorowa NOT, Medale XXX-lecia i XL-lecia PRL, Odznaka Zasłużony dla ZETO, Złota Odznaka Zasłużony dla ZUS oraz Złota Odznaka Honorowa Politechniki Śląskiej.